# جرج مالوری
جرج هربرت لی مالوری (انگلیسی: George Herbert Leigh Mallory؛ ۱۸ ژوئن ۱۸۸۶ – ۸ یا ۹ ژوئن ۱۹۲۴) کوهنوردی انگلیسی بود که برای نخستین بار در دهه ۱۹۲۰ از سوی انگلستان برای فتح قله اورست اقدام نمود.
او سه بار اقدام به صعود کرد. اما در مرتبه سوم به همراه اندرو ایروین در مکانی نامعلوم در قسمت‌های فوقانی تیغه شرقی کوه اورست ناپدید شد. مشخص نیست که ناپدید شدن او بعد یا قبل از رسیدن به نوک قله اورست بوده است. اما آخرین بار وی و همراهش تنها در فاصله چند صد متری قله دیده شده بودند. این کار او نخستین تلاش انسان برای فتح قله اورست محسوب می‌شود.
سرنوشت مالوری برای ۷۵ سال نامشخص بود تا اینکه بدن یخ زده او در سال ۱۹۹۹ توسط کنراد آنکر کشف شد. با این حال تا کنون مشخص نشده که آیا او موفق به فتح قله اورست شده بود یا خیر.
جمله مشهوری دربارهٔ مالوری وجود دارد. یک بار از او پرسیده بودند: «چرا می‌خواهی اورست را فتح کنی؟». او پاسخ داده بود «برای اینکه آنجا است!». اخیراً دربارهٔ اینکه آیا این کلمات گفتهً خود مالوری بوده یا اینکه زادهً خیال‌پردازی یکی از روزنامه‌نگاران آن زمان بوده شک و شبهه به وجود آمده است.
برادر مالوری نیز مانند خود او در حادثه کوهنوردی در کوه‌های آلپ فرانسه در گذشت.
مستند The wildest dream ساخته سال ۲۰۱۰ به چگونگی این صعود می‌پردازد.